# Muggen
Muggen (Nematocera) zijn een onderorde van vliegende insecten uit de orde der tweevleugeligen (Diptera). Ze staan naast de onderorde Brachycera (vliegen).
De muggen vormen een veelvormige groep met zeer kleine tot lange insecten. In Nederland gaat het om lichaamslengtes van 0,5 mm (sommige Galmuggen) tot 35 mm (een langpootmug). In vergelijking met vliegen zijn muggen gemiddeld slanker, met langere poten en een kleinere kop. De vleugels zijn meestal tamelijk langwerpig, het aantal aders of adersplitsingen dat de vleugelrand bereikt kan een dozijn zijn, maar ook kunnen vrijwel alle aders in de loop van de evolutie verdwenen zijn. De antennes zijn draad- of parelsnoervormig en kort (Kriebelmuggen) tot aanzienlijk langer dat het lijf (sommige Keroplatidae). Het aantal antennelidjes bedraagt 6 tot 40.

## Levenswijze
De larvale levensfase van muggen kan zich in de grond afspelen, zoals bij Langpootmuggen, of in het water, zoals bij Dansmuggen en Steekmuggen, maar ook in planten (Galmuggen) of paddenstoelen (Paddenstoelmuggen). De volwassen muggen leven onder andere van nectar en kunnen een rol spelen bij de bestuiving van planten.
De meeste muggen steken niet. De muggen die wel kunnen steken behoren tot verschillende families, waarvan die der steekmuggen (Culicidae) ongetwijfeld de bekendste is. Soorten uit deze familie zijn onder andere de malariamuggen (geslacht Anopheles) die bij de mens indirect verantwoordelijk zijn voor meer dan een miljoen doden per jaar.

## Taxonomie
De onderorde van muggen bestaat uit zeven infra-ordes:
- Axymyiomorpha: een kleine groep van zes soorten die vroeger tot de Bibionomorpha werden gerekend.
- Blephariceromorpha: een groep van drie families met vaak afwijkende vleugels.
- Bibionomorpha: grote, vliegachtige muggen, een voorbeeld is de rouwvlieg.
- Culicomorpha: alle stekende muggen behoren tot deze groep.
- Psychodomorpha: met onder meer de motmuggen die op motjes lijken vanwege de behaarde, relatief brede getekende vleugels, een voorbeeld is de Wc-motmug.
- Ptychopteromorpha: een kleine groep van twee families met niet algemeen voorkomende soorten. Ze doen denken aan langpootmuggen maar zijn niet verwant zoals lange tijd werd gedacht.
- Tipulomorpha: langpootmuggen, de enige voor veel mensen vrij duidelijk herkenbare groep van muggen die onschuldig zijn en leven van nectar.

Er zijn verschillende muggenfamilies; in Nederland alleen al leven 25 verschillende families. De bekendste families zijn de langpootmuggen (Tipulidae) en de steekmuggen (Culicidae). Ook de kriebelmuggen (Simuliidae) en knutten (Ceratopogonidae) kunnen steken, deze soorten zijn klein (tot 5 mm) en wat minder langwerpig gebouwd dan steekmuggen. Soorten uit andere families, zoals de dansmuggen, lijken soms op stekende muggen maar steken niet. Veel muggen lijken echter totaal niet op de bekende steekmuggen, zoals de familie Bibionidae, waartoe de rouwvlieg (Bibio marci) behoort. Motmuggen (familie Psychodidae) lijken op kleine vlinders; relatief grote ronde vleugels met gekleurde haren. Andere groepen zijn minder bekend, zoals de galmuggen die de eitjes in planten afzetten waar de larven in gallen opgroeien.

### Families
De volgende families maken deel uit van de muggen. Het aantal soorten in Nederland komt uit het soortenregister (bijgewerkt op 9 april 2023). Het aantal Belgische soorten is van gelijke orde. 
| Naam               | Naam                    | Aantal soorten | Aantal soorten |
| Wetenschappelijk   | Nederlands              | Wereldwijd     | In Nederland   |
| ------------------ | ----------------------- | -------------- | -------------- |
| Anisopodidae       | Venstermuggen           | 159            | 6              |
| Axymyiidae         |                         | 6              |                |
| Bibionidae         | Rouw- of zwarte vliegen | 760            | 18             |
| Blephariceridae    |                         | 324            |                |
| Bolitophilidae     |                         | 59             | 8              |
| Canthyloscelididae |                         | 16             |                |
| Cecidomyiidae      | Galmuggen               | 6024           | 398            |
| Ceratopogonidae    | Knutten                 | 5989           | 124            |
| Chaoboridae        | Pluimmuggen             | 57             | 7              |
| Chironomidae       | Dansmuggen              | 7054           | 568            |
| Corethrellidae     |                         | 104            |                |
| Cramptonomyiidae   |                         |                |                |
| Culicidae          | Steekmuggen             | 3531           | 43             |
| Cylindrotomidae    | Buismuggen              | 68             | 4              |
| Deuterophlebiidae  |                         | 14             |                |
| Diadocidiidae      |                         | 34             | 2              |
| Ditomyiidae        |                         | 94             | 2              |
| Dixidae            | Meniscusmuggen          | 186            | 17             |
| Grauvogeliidae     |                         |                |                |
| Hennigmatidae      |                         |                |                |
| Keroplatidae       |                         | 945            | 38             |
| Limoniidae         | Steltmuggen             | 10.341         | 157            |
| Lygistorrhinidae   |                         | 33             |                |
| Mycetophilidae     | Paddenstoelmuggen       | 4164           | 252            |
| Nadipteridae       |                         |                |                |
| Nymphomyiidae      |                         | 7              |                |
| Olbiogastridae     |                         |                |                |
| Oligophrynidae     |                         |                |                |
| Oreodomyiidae      |                         |                |                |
| Pachyneuridae      |                         | 5              |                |
| Perissommatidae    |                         | 5              |                |
| Pleciidae          |                         |                |                |
| Psychodidae        | Motmuggen               | 2958           | 64             |
| Ptychopteridae     | Glansmuggen             | 74             | 7              |
| Scatopsidae        |                         | 390            | 33             |
| Sciaridae          | Rouwmuggen              | 2302           | 135            |
| Simuliidae         | Kriebelmuggen           | 2163           | 30             |
| Synneuridae        |                         |                |                |
| Tanyderidae        |                         | 38             |                |
| Thaumaleidae       | Bronmuggen              | 182            | 1              |
| Tipulidae          | Langpootmuggen          | 4319           | 93             |
| Trichoceridae      | Wintermuggen            | 160            | 8              |
| Valeseguyidae      |                         | 1              |                |

### Bekende families van muggen
Onderstaand afbeeldingen van soorten uit verschillende families van muggen.

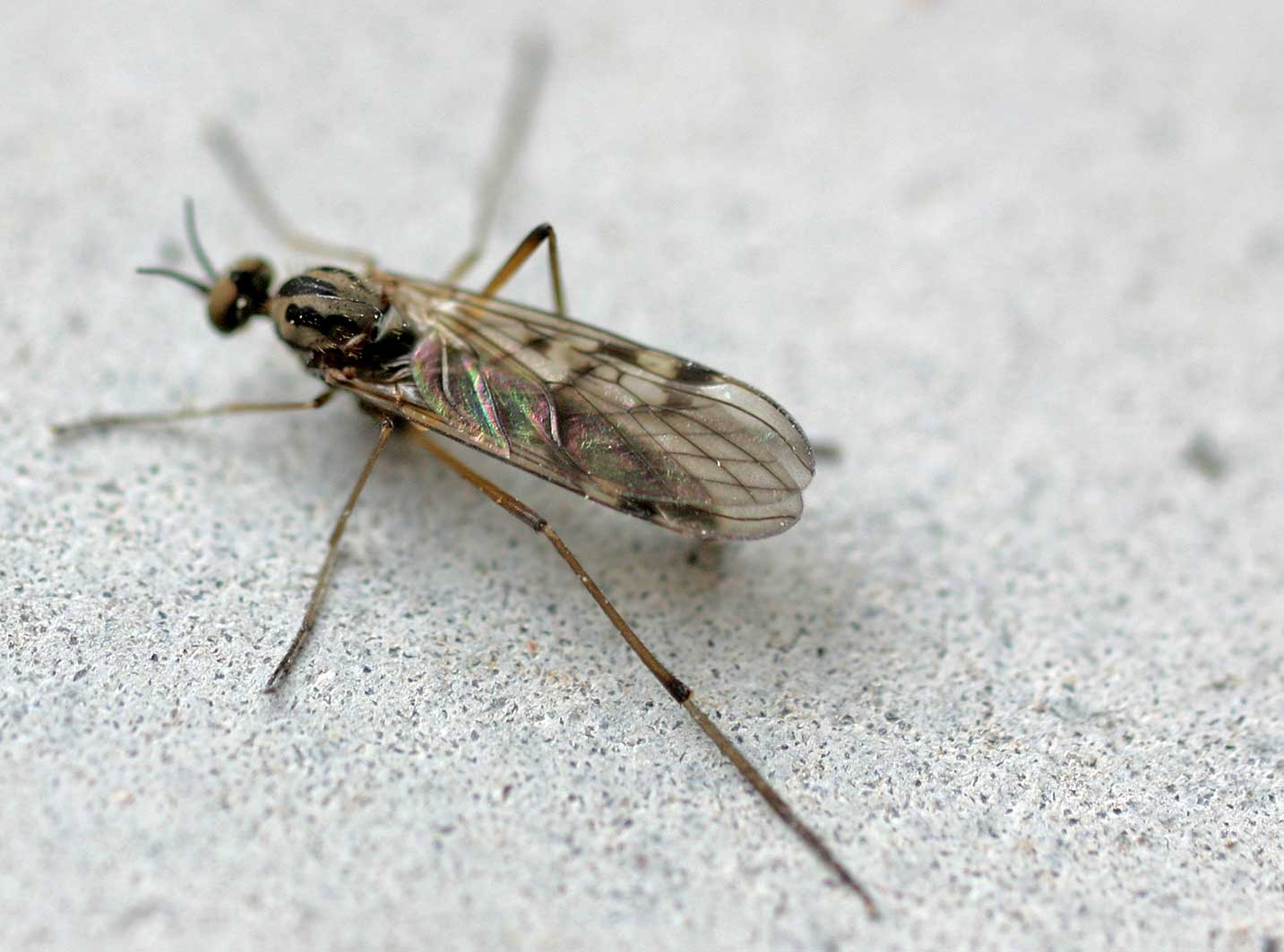
Venstermuggen (Anisopodidae)
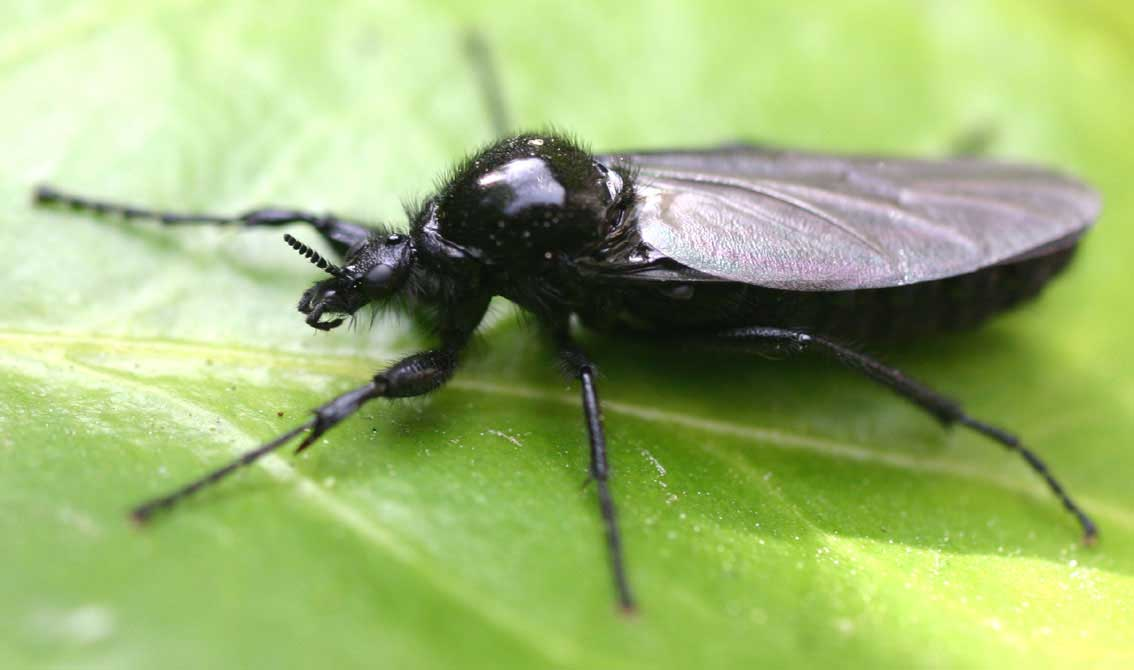
Rouwvliegen (Bibionidae)
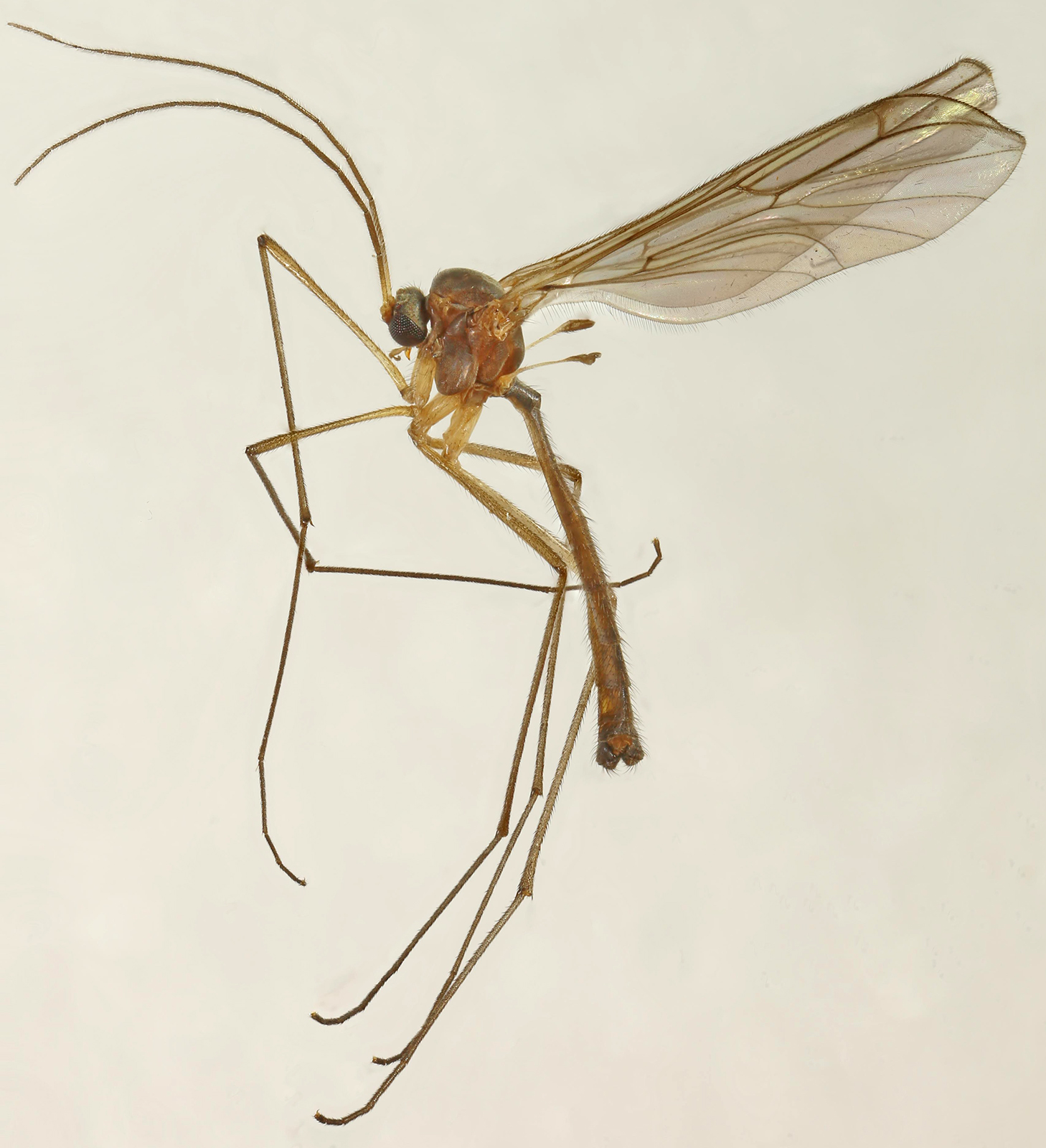
Bolitophilidae
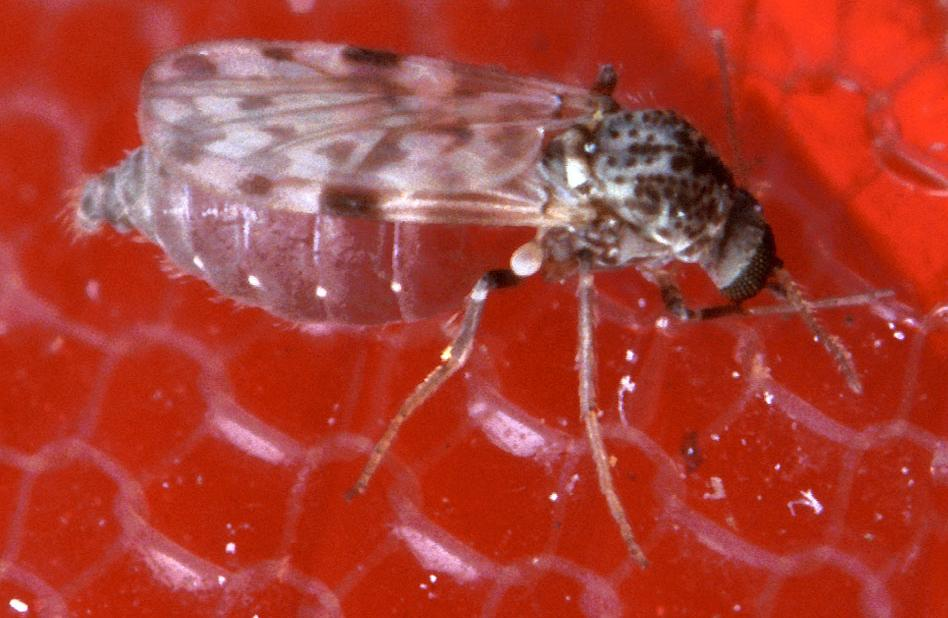
Knutten (Ceratopogonidae)
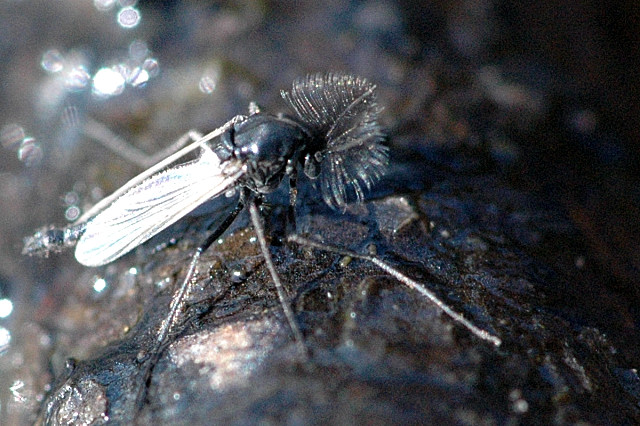
Pluimmuggen (Chaoboridae)
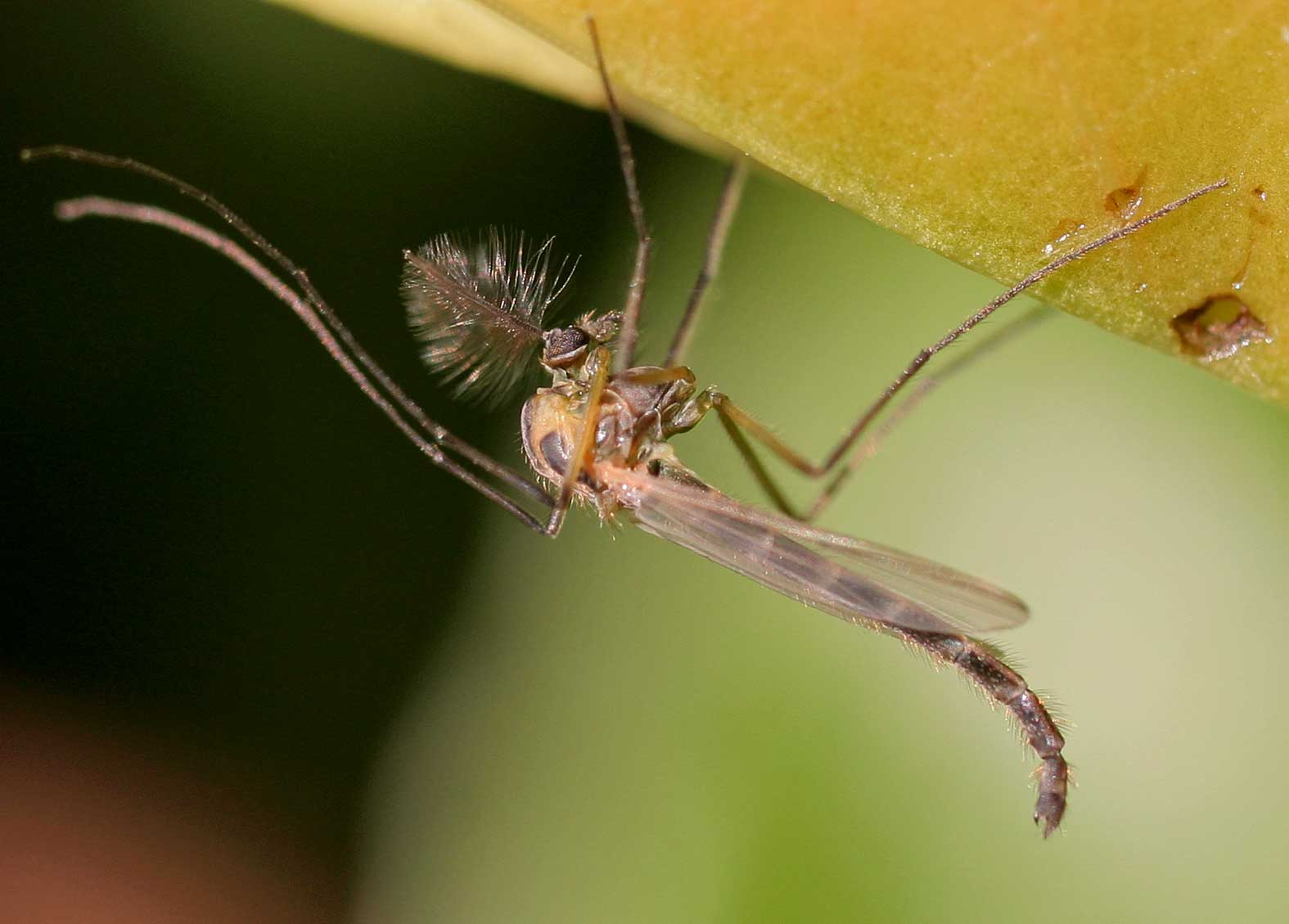
Dansmuggen (Chironomidae)
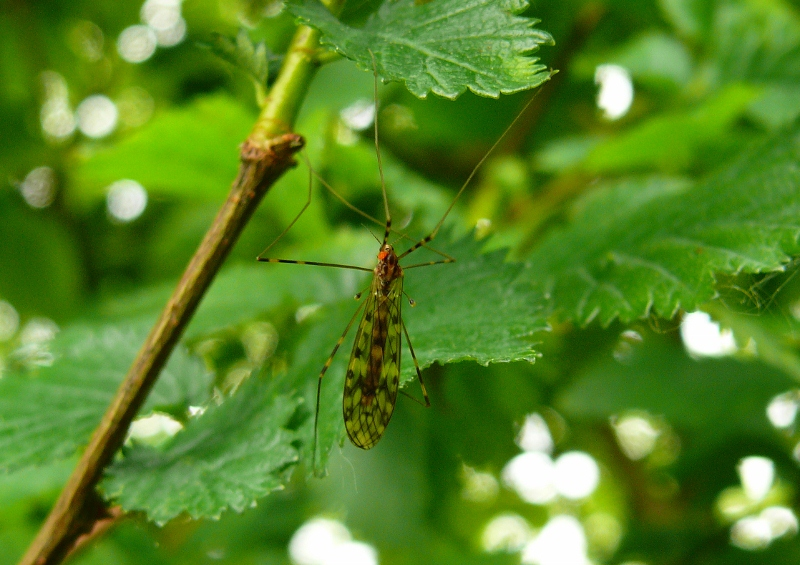
Steltmuggen (Limoniidae)
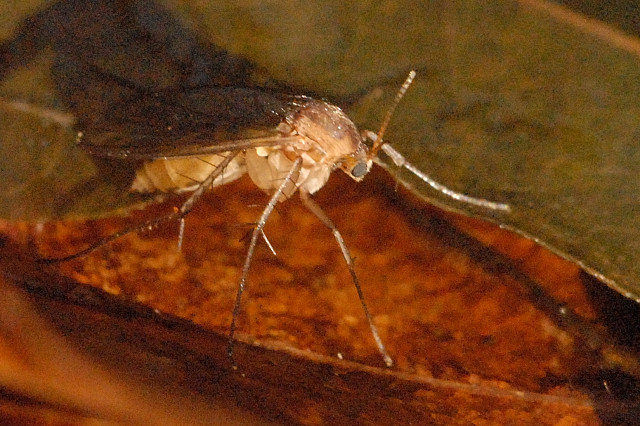
Paddenstoelmuggen (Mycetophilidae)
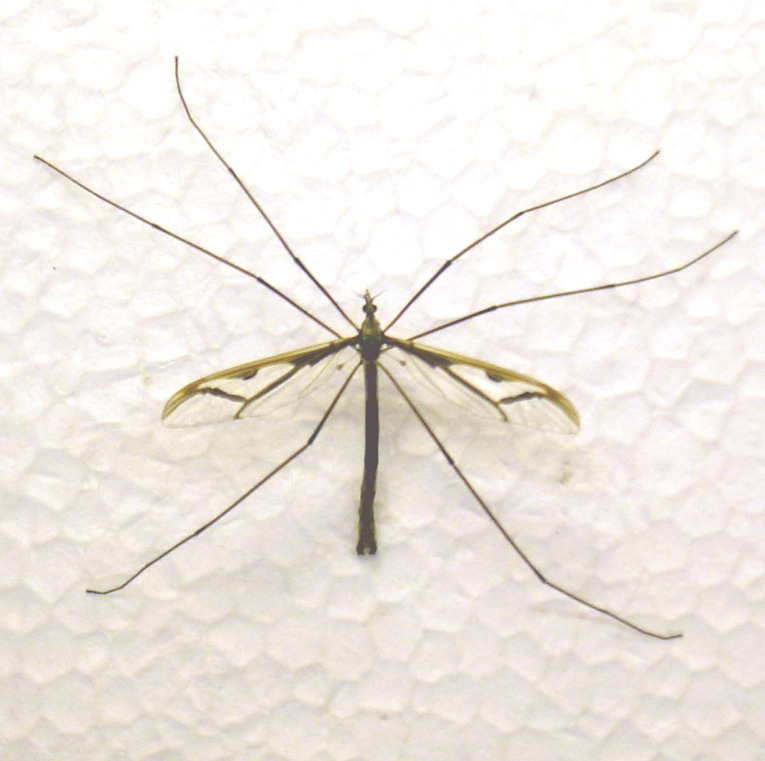
Pediciidae
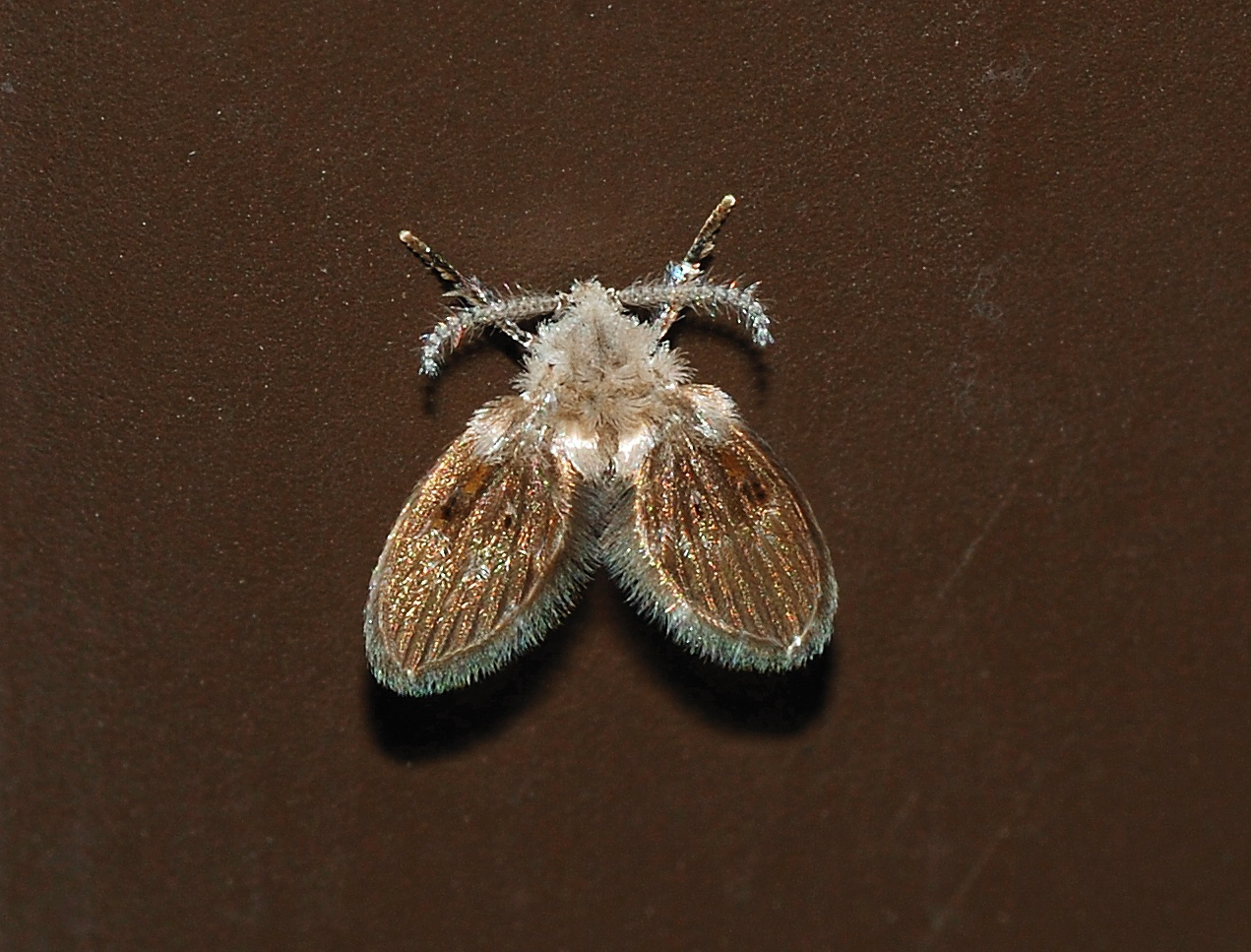
Motmuggen (Psychodidae)
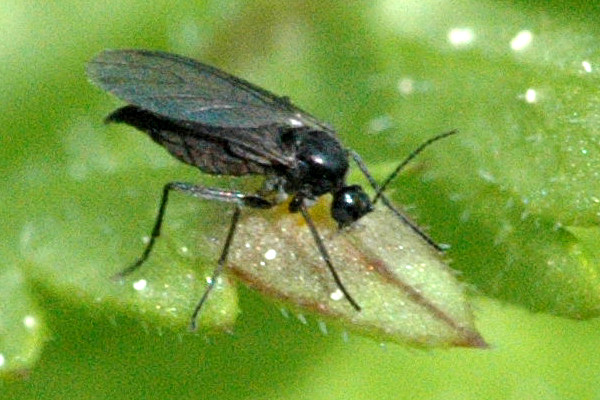
Rouwmuggen (Sciaridae)
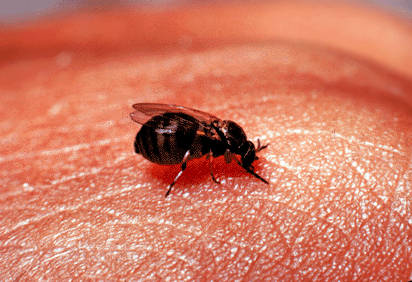
Kriebelmuggen (Simuliidae)
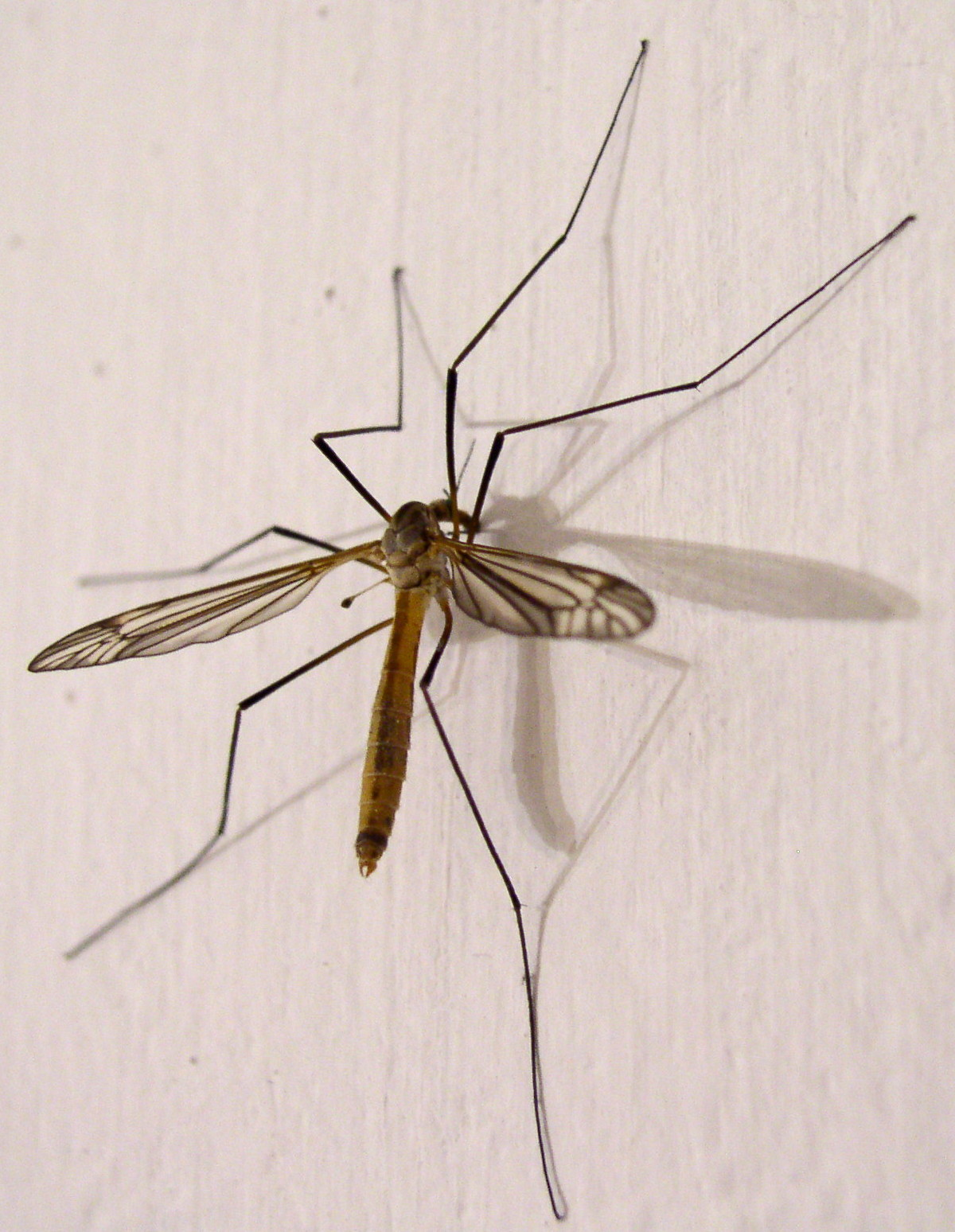
Langpootmuggen (Tipulidae)
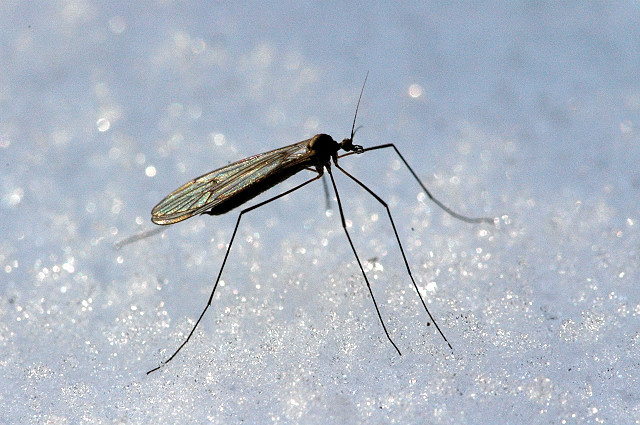
Wintermuggen (Trichoceridae)

### Taxonomie volgens Zootaxa
De taxonomie van de muggen is als volgt:
- Incertae Sedis (7 families)
  - Familie †Asiochaoboridae Hong & Wang, 1990 (4 genera, 4 soorten)
  - Familie †Eopolyneuridae Rohdendorf, 1962 (2 genera, 2 soorten)
  - Familie †Hyperpolyneuridae Rohdendorf, 1962 (1 geslacht, 1 soort)
  - Familie †Luanpingitidae Zhang, 1986 (1 geslacht, 1 soort)
  - Familie †Palaeophoridae Rohdendorf, 1951 (1 geslacht, 1 soort)
  - Familie †Serendipidae Evenhuis, 1994 (2 genera, 3 soorten)
  - Familie †Tethepomyiidae Grimaldi & Arillo, 2009 (1 geslacht, 1 soort)
- Infraorde Deuterophlebiomorpha Rohendorf, 1961 (1 familie)
  - Familie Deuterophlebiidae Edwards, 1922 (1 geslacht, 14 soorten)
- Infraorde Nymphomyiomorpha Rohdendorf, 1964 (1 familie)
  - Familie Nymphomyiidae Tokunaga, 1932 (1 geslacht, 8 soorten, 0/1)
- Infraorde Tipulomorpha Rohdendorf, 1961 (6 families) 
  - Familie †Vladipteridae Shcherbakov, 1995 (4 genera, 5 soorten)
  - Familie Trichoceridae (Wintermuggen) Rondani, 1841 (15 genera, 183 soorten, 9/24/3)
  - Familie Pediciidae Osten Sacken, 1859 (12 genera, 496 soorten, 2/9/1)
  - Familie Limoniidae (Steltmuggen) Rondani, 1856 (188 genera, 10.777 soorten, 56/389/29)
  - Familie Cylindrotomidae (Buismuggen) Schiner, 1863 (9 genera, 82 soorten, 0/14)
  - Familie Tipulidae (Langpootmuggen) Latreille, 1802 (39 genera, 4415 soorten, 2/94/25)
- Infraorde [zonder naam] (1 familie)
  - Familie †Tillyardipteridae Lukashevich & Shcherbakov, 1999 (2 genera, 2 soorten)[8]
- Infraorde Ptychopteromorpha Wood & Borkent, 1986 (3 families)
  - Familie †Hennigmatidae Shcherbakov, 1995 (3 genera, 4 soorten)
  - Familie †Nadipteridae Lukashevich, 1995 (1 geslacht, 3 soorten)
  - Familie Ptychopteridae (Glansmuggen) Osten Sacken, 1862 (27 genera, 156 soorten, 23/148/2)[9]
- Infraorde Psychodomorpha Hennig, 1968 (5 families)
  - Familie †Ansorgiidae Krzemiñski & Lukashevich, 1993 (1 geslacht, 1 soort)
  - Familie Blephariceridae Loew, 1861 (39 genera, 331 soorten, 6/8/2)
  - Familie †Grauvogeliidae Krzemiñski, 1999 (2 genera, 2 soorten)
  - Familie Psychodidae (Motmuggen) Newman, 1834 (144 genera, 3026 soorten, 22/68/44)
  - Familie Tanyderidae Osten Sacken, 1880 (12 genera, 55 soorten, 3/17)
- Infraorde Culicomorpha Hennig, 1948 (9 families)
  - Incertae Sedis (1 familie)
    - Familie †Protendipedidae Rohdendorf, 1951 (2 genera, 3 soorten)

  - Familie Dixidae (Meniscusmuggen) Schiner, 1868 (9 genera, 197 soorten, 0/11/1)
  - Familie Corethrellidae Edwards, 1932 (1 genera, 111 soorten, 0/7)
  - Familie Chaoboridae (Pluimmuggen) Newman, 1834 (33 genera, 89 soorten, 15/35)[10]
  - Familie Culicidae (Steekmuggen) Meigen, 1818 (46 genera, 3725 soorten, 3/20/41)
  - Familie Thaumaleidae (Bronmuggen) Bezzi, 1913 (10 genera, 183 soorten, 1/1)
  - Familie Simuliidae (Kriebelmuggen) Newman, 1834 (35 genera, 2121 soorten, 6/14)
  - Familie Ceratopogonidae (Knutten) Newman, 1834 (130 genera, 5902 soorten, 12/258/152)
  - Familie Chironomidae (Dansmuggen) Newman, 1834 (541 genera, 7290 soorten, 75/237/1700)
- Clade Neodiptera Michelsen, 1994 (3 onderliggende groepen) sequentieel
  - Infraorde Perissommatomorpha Rohdendorf, 1977 (2 families)
    - Familie †Boholdoyidae Kovalev, 1985 (2 genera, 3 soorten)
    - Familie Perissommatidae Colless, 1962 (5 genera, 9 soorten, 4/5)

  - Infraorde Bibionomorpha Hennig, 1954 (33 families)
    - Incertae Sedis (4 families)
      - Familie †Siberhyphidae Kovalev, 1985 (1 geslacht, 1 soort)
      - Familie †Tanyderophrynidae Rohdendorf, 1962 (1 geslacht, 1 soort)
      - Familie †Tipulodictyidae Rohdendorf, 1962 (1 geslacht, 1 soort)
      - Familie †Tipulopleciidae Rohdendorf, 1962 (1 geslacht, 1 soort)

    - Familie †Antefungivoridae Rohdendorf, 1938 (9 genera, 44 soorten)
    - Familie †Archizelmiridae Rohdendorf, 1962 (4 genera, 5 soorten)
    - Familie †Crosaphididae Kovalev, 1983 (1 geslacht, 2 soorten)
    - Familie †Elliidae Krzeminska, Blagoderov & Krezmiñski, 1993 (2 genera, 4 soorten)
    - Familie †Eoditomyiidae Ansorge, 1996 (1 geslacht, 1 soort)
    - Familie †Heterorhyphidae Ansorge & Krzemiñski, 1995 (1 geslacht, 1 soort)
    - Familie †Mesosciophilidae Rohdendorf, 1946 (8 genera, 14 soorten)
    - Familie †Paraxymyiidae Rohdendorf, 1946 (7 genera, 12 soorten)
    - Familie †Pleciofungivoridae Rohdendorf, 1946 (17 genera, 63 soorten)
    - Familie †Procramptonomyiidae Kovalev, 1983 (4 genera, 7 soorten)
    - Familie †Protopleciidae Rohdendorf, 1946 (9 genera, 21 soorten)
    - Familie †Protorhyphidae Handlirsch, 1906 (7 genera, 19 soorten)
    - Familie †Protoscatopsidae Rohdendorf, 1946 (2 genera, 2 soorten)
    - Familie Anisopodidae (Venstermuggen) Knab, 1912 (24 genera, 196 soorten, 18/47)
    - Familie Canthyloscelididae Enderlein, 1912 (5 genera, 17 soorten, 0/1)
    - Familie Scatopsidae Newman, 1834 (34 genera, 407 soorten, 2/17/19)
    - Familie Valeseguyidae Amorim & Grimaldi, 2006 (3 genera, 3 soorten, 2/2)
    - Familie Axymyiidae Shannon, 1921 (6 genera, 8 soorten, 3/4)
    - Familie Hesperinidae Schiner, 1864 (2 genera, 10 soorten, 1/2)
    - Familie Bibionidae (Zwarte vliegen) Fleming, 1821 (12 genera, 1102 soorten, 5/342/11)
    - Familie Pachyneuridae Schiner, 1864 (7 genera, 8 soorten, 2/3)
    - Familie Ditomyiidae Keilin, 1919 (8 genera, 98 soorten, 0/4)
    - Familie Diadocidiidae Winnertz, 1863 (4 genera, 39 soorten, 2/5)
    - Familie Mycetophilidae (Paddenstoelmuggen) Newman, 1834 (233 genera, 4525 soorten, 53/375/49)
    - Familie Bolitophilidae Winnertz, 1863 (2 genera, 61 soorten, 1/2)
    - Familie Keroplatidae Rondani, 1856 (90 genera, 993 soorten, 12/40/26)
    - Familie Lygistorrhinidae Edwards, 1925 (15 genera, 44 soorten, 7/12)
    - Familie Rangomaramidae Jaschhof & Didham, 2002 (13 genera, 32 soorten, 1/5)
    - Familie Sciaridae (Rouwmuggen) Billberg, 1820 (92 genera, 2455 soorten, 4/153/84)
    - Familie Cecidomyiidae (Galmuggen) Newman, 1835 (761 genera, 6296 soorten, 9/110/396)

## Trivia
- In het noorden van Nederland worden muggen neefjes genoemd, waarschijnlijk omdat neef van oorsprong bloedverwant betekent.[bron?] Overigens noemt men (huis)vliegen daar juist weer muggen.
- In Rotterdam en ten zuidoosten daarvan worden steekvliegen meziken genoemd.[11]
- Mug is een bijnaam voor Haarlemmers en ook voor inwoners van Werkendam en Meppel.